# Nonplaces
|  | Denne artikel er oprettet af botten Steenthbot ud fra en ekstern database. Den kan derfor have sproglige fejl eller mangler. Denne skabelon kan fjernes efter kontrol af indholdet. |

Nonplaces er en dansk dokumentarfilm fra 2016 instrueret af Sebastian Cordes.

## Handling
Filmen udforsker nonplaces - motiver der ikke er stedsligt enestående, men som kunne være hvor som helst i verden, steder vi ofte befinder og bevæger os i, og som er skabt til at styre og optimere vores adfærd. Værket er baseret på en tilfældighedsalgoritme, der uafhængigt af kunstner såvel som beskuer styrer filmens klipning.